# Liste des édifices médiévaux en brique de l'Est de la France
Diverses régions de l'Est de la France comptent quelques édifices médiévaux de brique, mais leur nombre est faible.

## Bourgogne ducale et comitale
Des anciennes régions bourguignonnes, l'ancien duché contient un exemple isolé mais connu. L'architecture traditionnelle de la Bresse, une partie de la Franche Comté historique, utilise une grande variété de matériaux, elle comprend aussi de l'architecture médiévale de brique.
| Département    | Lieu                     | Édifice                             | Temps de construction | Notes                                                    | Image           |
| -------------- | ------------------------ | ----------------------------------- | --------------------- | -------------------------------------------------------- | --------------- |
| Côte d'Or      | Abbaye de Citeaux        | Bibliothèque                        | 1260–1509             | murs extérieurs avec des mosaïques des briques vernissés |                 |
| Ain            | Bâgé-la-Ville            | Chapelle d'Aigrefeuille             | environ 1200          | gothique primitif                                        |                 |
| Ain            | Châtillon-sur-Chalaronne | Église Saint-André                  | 1273                  | gothique                                                 |                 |
| Ain            | Châtillon-sur-Chalaronne | Château de Châtillon-sur-Chalaronne | XIe et XVe siècles    | ruines gothiques                                         |                 |
| Saône-et-Loire | Bantanges                | Église Romane                       | XIIe siècle           | art roman                                                | photo manquante |
| Saône-et-Loire | Louhans                  | Église Saint-Pierre                 | XVe et XVIIIe siècles | gothique                                                 |                 |
| Saône-et-Loire | Mervans                  | Église du village                   | XIVe siècle           | gothique                                                 |                 |

## Alsace
L'Alsace, avec Strasbourg comme siège épiscopal depuis 343, est connue comme une des rares régions où l'art de la tuilerie survivait à la fin de l'Antiquité au nord des Alpes. À Strasbourg il y a plusieurs édifices médiévaux construits en brique, mais dans la plupart des cas la brique n'est pas visible.
| Département | Lieu       | Édifice                  | Temps de construction | Notes | Image |
| ----------- | ---------- | ------------------------ | --------------------- | ----- | ----- |
| Bas-Rhin    | Strasbourg | Tours des Ponts couverts | 1230–1250             |       |       |